# Hugh Fortescue, III conte di Fortescue
Hugh Fortescue, III conte di Fortescue (4 aprile 1818 – 10 ottobre 1905), è stato un politico inglese.

## Biografia
Era il figlio di Hugh Fortescue, II conte di Fortescue, e di sua moglie, Lady Susan Ryder.

## Carriera
Entrò nella Camera dei comuni nel 1841 come membro per Plymouth. Perse il posto nel 1852, ma ritornò nel 1854 per Marylebone, carica che ricoprì fino al 1859, quando entrò nella Camera dei lord. Riuscì a contea di suo padre due anni dopo.

## Matrimonio
Sposò, l'11 marzo 1847, Lady Georgiana Dawson-Damer, figlia del colonnello John Dawson-Damer, I conte di Portarlington, e di Mary Seymour. Ebbero dieci figli:
- Lady Mary Eleanor Fortescue (1849-1938), sposò George Bridgeman, non ebbero figli;
- Lady Lucy Catherine Fortescue (1851-1940), sposò Michael Hicks-Beach, I conte di St Aldwyn, ebbero quattro figli;
- Lady Georgiana Seymour Fortescue (1852-1915), sposò Lord Ernest Seymour, ebbero sei figli;
- Hugh Fortescue, IV conte Fortescue (1854-1932);
- Lord John Seymour Fortescue (1856-1942);
- Lord Lionel Henry Dudley Fortescue (1857-1900), sposò Emily Adam, non ebbero figli;
- Lord Arthur Grenville Fortescue (1858-1895), sposò Lilla Fane, non ebbero figli;
- Lord John William Fortescue (1859-1933), sposò Winifred Beech, non ebbero figli;
- Lord Charles Granville Fortescue (1861-1951), sposò Ethel Clarke, ebbero due figlie;
- Lady Frances Blanche Fortescue (1865-1950), sposò Archibald Hay-Gordon Duff, ebbero tre figli.

## Morte
Morì il 10 ottobre 1905, all'età di 87 anni.

## Ascendenza
|                                        |                                    |                                                 | Genitori                                |  |  | Nonni |  |  | Bisnonni                               |  |  | Trisnonni      |  |
|                                        |                                    |                                                 |                                         |  |  |       |  |  | Matthew Fortescue, II barone Fortescue |  |  | Hugh Fortescue |  |
|                                        |                                    |                                                 |                                         |  |  |       |  |  | Matthew Fortescue, II barone Fortescue |  |  | Hugh Fortescue |  |
|                                        |                                    | Lucy Aylmer                                     |                                         |  |  |       |  |  | Matthew Fortescue, II barone Fortescue |  |  |                |  |
| Hugh Fortescue, I conte di Fortescue   |                                    |                                                 |                                         |  |  |       |  |  | Matthew Fortescue, II barone Fortescue |  |  |                |  |
|                                        |                                    | Anne Campbell                                   | John Campbell                           |  |  |       |  |  |                                        |  |  |                |  |
|                                        |                                    | Anne Campbell                                   | John Campbell                           |  |  |       |  |  |                                        |  |  |                |  |
|                                        |                                    | Anne Campbell                                   | Mary Pryse                              |  |  |       |  |  |                                        |  |  |                |  |
| Hugh Fortescue, II conte di Fortescue  |                                    | Anne Campbell                                   |                                         |  |  |       |  |  |                                        |  |  |                |  |
|                                        |                                    | lord George Grenville                           | sir Richard Grenville                   |  |  |       |  |  |                                        |  |  |                |  |
|                                        |                                    | lord George Grenville                           | sir Richard Grenville                   |  |  |       |  |  |                                        |  |  |                |  |
|                                        |                                    | lord George Grenville                           | Hester Grenville, I contessa Temple     |  |  |       |  |  |                                        |  |  |                |  |
| hon. Hester Grenville                  |                                    | lord George Grenville                           |                                         |  |  |       |  |  |                                        |  |  |                |  |
|                                        |                                    | Elizabeth Wyndham                               | sir William Wyndham, III baronetto      |  |  |       |  |  |                                        |  |  |                |  |
|                                        |                                    | Elizabeth Wyndham                               | sir William Wyndham, III baronetto      |  |  |       |  |  |                                        |  |  |                |  |
|                                        |                                    | Elizabeth Wyndham                               | lady Catherine Seymour                  |  |  |       |  |  |                                        |  |  |                |  |
| Hugh Fortescue, III conte di Fortescue |                                    | Elizabeth Wyndham                               |                                         |  |  |       |  |  |                                        |  |  |                |  |
|                                        | Nathaniel Ryder, I barone Harrowby | sir Dudley Ryder                                |                                         |  |  |       |  |  |                                        |  |  |                |  |
|                                        | Nathaniel Ryder, I barone Harrowby | sir Dudley Ryder                                |                                         |  |  |       |  |  |                                        |  |  |                |  |
|                                        | Nathaniel Ryder, I barone Harrowby | Anne Newnham                                    |                                         |  |  |       |  |  |                                        |  |  |                |  |
| Dudley Ryder, I conte di Harrowby      | Nathaniel Ryder, I barone Harrowby |                                                 |                                         |  |  |       |  |  |                                        |  |  |                |  |
|                                        |                                    | Elizabeth Terrick                               | vescovo Richard Terrick                 |  |  |       |  |  |                                        |  |  |                |  |
|                                        |                                    | Elizabeth Terrick                               | vescovo Richard Terrick                 |  |  |       |  |  |                                        |  |  |                |  |
|                                        |                                    | Elizabeth Terrick                               | Tabitha Stainforth                      |  |  |       |  |  |                                        |  |  |                |  |
| lady Susan Ryder                       |                                    | Elizabeth Terrick                               |                                         |  |  |       |  |  |                                        |  |  |                |  |
|                                        |                                    | Granville Leveson-Gower, I marchese di Stafford | John Leveson-Gower, I conte Gower       |  |  |       |  |  |                                        |  |  |                |  |
|                                        |                                    | Granville Leveson-Gower, I marchese di Stafford | John Leveson-Gower, I conte Gower       |  |  |       |  |  |                                        |  |  |                |  |
|                                        |                                    | Granville Leveson-Gower, I marchese di Stafford | lady Evelyn Pierrepont                  |  |  |       |  |  |                                        |  |  |                |  |
| lady Susan Leveson-Gower               |                                    | Granville Leveson-Gower, I marchese di Stafford |                                         |  |  |       |  |  |                                        |  |  |                |  |
|                                        |                                    | lady Susannah Stewart                           | Alexander Stewart, VI conte di Galloway |  |  |       |  |  |                                        |  |  |                |  |
|                                        |                                    | lady Susannah Stewart                           | Alexander Stewart, VI conte di Galloway |  |  |       |  |  |                                        |  |  |                |  |
|                                        |                                    | lady Susannah Stewart                           | lady Catherine Cochrane                 |  |  |       |  |  |                                        |  |  |                |  |
|                                        |                                    | lady Susannah Stewart                           |                                         |  |  |       |  |  |                                        |  |  |                |  |